# Тагардон
Тагардо́н (осет. Тæгæрдон) — село в Алагирском районе Республики Северная Осетия-Алания. Входит в состав Дзуарикауского сельского поселения. 

## Географическое положение
Село расположено на левом берегу реки Фиагдон, в 5 км к югу от центра сельского поселения — Дзуарикау, в 28 км к юго-востоку от районного центра Алагир и в 32 км к юго-западу от Владикавказа. Окрестности села славятся пещерами в меловых хребтах — Пастбищном и Скалистом.

## Население
| 2002 | 2010 | 2021 |
| ---- | ---- | ---- |
| 2    | ↘1   | ↘0   |

## Топографические карты
- Лист карты K-38-29 Алагир. Масштаб: 1 : 100 000. Состояние местности на 1984 год. Издание 1988 г.